# Kiryas Joel
Kiryas Joel (Também conhecido como "Yo’el" ou "KJ") (em hebraico: קרית יואל, Cidade de Joel) é uma aldeia dentro da cidade de Monroe, em Orange County, Nova Iorque, Estados Unidos. A grande maioria dos seus moradores são judeus hassídicos que observam estritamente a Torá e seus mandamentos, e pertencem à dinastia Satmar em todo o mundo hassídico. A maioria dos moradores da aldeia fala iídiche como sua primeira língua.